# Los-Angeles-Airways-Flug 417
Der Los-Angeles-Airways-Flug 417 war ein regionaler Inlandslinienflug der Los Angeles Airways vom Los Angeles International Airport zum Disneyland Heliport, Kalifornien. Am 14. August 1968 verunglückte auf diesem Flug ein Hubschrauber des Typs Sikorsky S-61L, als ein Propellerblatt abbrach, das Fluggerät außer Kontrolle geriet und bei Compton, Kalifornien abstürzte. Durch den Unfall wurden alle 21 Insassen des Hubschraubers getötet.

## Fluggerät
Der verunglückte Helikopter war ein Sikorsky S-61L mit der Werknummer 61031. Es handelte sich um den Prototyp der S-61L-Serie, welcher im Jahr 1960 gebaut worden war. Er wurde von der Los Angeles Airways übernommen und erhielt das Luftfahrzeugkennzeichen N300Y. Der Hubschrauber war mit zwei Wellenturbinen des Typs General Electric CT58-140-2 ausgestattet. Bis zum Zeitpunkt des Unfalls hatte der Hubschrauber 11.863,64 Betriebsstunden abgeleistet.

## Insassen
Den Regionalflug vom Los Angeles International Airport zum Disneyland Heliport in Anaheim hatten 18 Passagiere angetreten. Es befand sich eine dreiköpfige Besatzung an Bord, bestehend aus einem Flugkapitän, einem Ersten Offizier und einem Flugbegleiter.
- Der 32-jährige Flugkapitän Kenneth L. Waggoner war ein ehemaliger Hubschrauberpilot des United States Marine Corps. Er war im Besitz von Musterberechtigungen für die Hubschraubertypen Sikorsky S-55, Sikorsky S-61L und Sikorsky S-58. Er verfügte über 5.877:23 Stunden Flugerfahrung, wovon er 4.300:27 Stunden im Cockpit des Sikorsky S-61 absolviert hatte.
- Der 27-jährige Erste Offizier F. Charles Fracker war auch für den Hubschraubertyp Boeing-Vertol 107 zertifiziert. Er verfügte über 1.661:18 Stunden Flugerfahrung, wovon 634:18 Stunden auf den Sikorsky S-61L entfielen.
- Der 30-jährige Flugbegleiter James A. Black war am 2. Mai 1958 durch die Los Angeles Airways eingestellt worden und wurde seit März 1962 als Flugbegleiter in Hubschraubern des Typs Sikorsky S-61 eingesetzt – also zu dem Zeitpunkt, zu dem dieser Hubschraubertyp in die Flotte der Fluggesellschaft aufgenommen wurde.

## Unfallhergang
Der Hubschrauber hob um 10:26 Uhr vom Los Angeles International Airport ab. Er befand sich auf dem Flug über Compton in einer Flughöhe von etwa 370 Metern, als ein lautes Knallgeräusch zu hören war. Jenes Hauptrotorblatt, welches mit der gelben Markierung versehen war, trennte sich durch einen Bruch im Bereich der Spindel, mit der das Blatt am Rotorkopf befestigt war, vom Hubschrauber. Der Hubschrauber stürzte sich drehend zu Boden, wobei das Heck abknickte. Der Hubschrauber prallte im Bereich des Naherholungsgebiet Lueders Park in Compton auf dem Boden auf und wurde beim Aufprall völlig zerstört. Alle 21 Insassen kamen ums Leben.

## Ursache
Das National Transportation Safety Board übernahm nach dem Unfall die Ermittlungen zur Absturzursache. Die Ermittler fanden fast alle Baugruppen des Hubschraubers an der Absturzstelle, lediglich das Rotorblatt befand sich in einer Entfernung von 400 Metern nordwestwärts. Eine metallurgische Untersuchung ergab einen Riss im Bereich des Gewindes der Spindel, mit der das Rotorblatt am Rotorkopf befestigt war.
Der Abschlussbericht des NTSB wurde am 27. August 1969 veröffentlicht. Die Ermittler führten den Unfall auf Materialversagen zurück. Die Ermittler waren der Ansicht, dass die betroffene Spindel an einer Stelle versagt hatte, an der eine unzureichende Materialhärte bestanden hatte. Zudem sei dieser Bereich beim Fertigungsprozess nur unzureichend durch Verfestigungsstrahlen widerstandsfähig gemacht worden.